# Empire (miniserie televisiva)
Empire è una miniserie televisiva statunitense in sei puntate trasmessa nel 2005 dalla ABC.
La serie, girata interamente a Roma, è stata diretta da John Gray e Kim Manners.

## Trama
Al suo ritorno al Senato, Giulio Cesare viene assassinato dai suoi colleghi senatori, capeggiati da Cassio e Bruto, che cospirano, temendo il suo crescente potere e la sua popolarità tra i cittadini di Roma. Nel fare ciò il senato perde l'appoggio di Marco Antonio, sgomento per il loro tradimento violento, e dell'oratore Cicerone che, pur essendo un avversario politico di Cesare, non accetta l'aggressività dei cesaricidi.
L'assassinio avviene perché Tirone, un ex gladiatore che serve Cesare come guardia del corpo, è stato distratto dal rapimento del suo giovane figlio Piso da un gruppo di sicari guidati dal temibile Drax. Tirone riesce a salvare Piso ed intuisce l'imbroglio, ma quando arriva in senato Cesare è ormai in fin di vita. Tuttavia, il generale romano ha il tempo per raccomandare a Tirone il nipote, Gaio Ottavio, destinato ad essere suo successore.
Tirone manda la moglie e il figlio a Cipro, con la promessa di raggiungerli presto, poi fugge da Roma con Ottavio per proteggerlo dai cesaricidi. Fuori Roma cominciano a cercare alleati disposti a rovesciare il Senato. Ad Ottaviano, Marco Antonio appare un compagno disposto e fedele alla sua causa ed i due diventano rapidamente confidenti. Antonio e Ottavio stringono dunque un'alleanza firmando entrambi un documento che attesta come in caso di morte di uno dei due, l'eredità del defunto debba passare nelle mani dell'altro. È dopo questo accordo che Antonio svela le sue vere intenzioni e tenta di avvelenare Ottavio, che tuttavia si salva anche grazie al sostegno del giovane Marco Agrippa.
Una volta ripresosi, Ottaviano, con Agrippa ed alcuni compagni si dirigono al nord, dove Ottaviano ha lo scopo di mobilitare l'aiuto di ex Terza Legione di suo zio. Secondo la storia, la Legione terza, decimata per ordine dello stesso Cesare in seguito ad uno scontro nella Gallia, si era disgregata ed i sopravvissuti erano divenuti banditi. In un primo momento questi uomini decidono vendicarsi contro Cesare uccidendo Ottavio, ma il ragazzo riesce a ottenere il loro appoggio grazie all'aiuto di Cicerone.
Nel frattempo, la moglie di Tirone è morta e Piso è stato adottato da una nobile famiglia sull'isola a cui sono fuggiti. Tirone, preso dallo sconforto si unisce con Marco Antonio, con l'intenzione di sconfiggere Ottavio che l'ha costretto ad allontanarsi dalla sua famiglia. Dopo aver salvato uno dei soldati, Tirone guadagna la lealtà e l'affetto degli uomini di Antonio.
Marco Antonio, dopo aver esiliato Bruto e Cassio, si prepara a scontrarsi con la Terza Legione di Ottaviano.
Durante la battaglia che segue Tirone si trova a scontrarsi con gli uomini di Ottaviano e, ricordando il giuramento fatto a Cesare morente, decide di tradire Marco Antonio per tornare a servire il suo protetto. Molti degli uomini di Antonio seguono quindi Tirone unendosi alla terza legione. La battaglia culmina nello scontro tra Antonio e Ottavio. Marco Antonio viene disarmato ed il giovane Cesare decide di risparmiarlo. L'impero viene dunque spartito tra i due successori di Cesare: Antonio prende l'Oriente e Ottavio l'occidente.
Al termine della serie Tirone torna a Cipro per prendere suo figlio e riportarlo con sé a Roma.